# Consentidos
Consentidos é uma novela Argentina que tem como protagonistas Claribel Medina e Marcelo De Bellis, e foi produzida por Ideas Del Sur.

## A história
Consentidos é centrado nas aventuras dentro do Mastery School, um colégio de prestigio, que concentra crianças e jovens mal educados, que o tal, promete corrigir. Conta com sua diretora Victoria (Claribel Medina), uma mulher dura e inflexivél que, com normas rígidas, pretende converter as crianças em homens e mulheres de bem. Porém isso não vai ser nada fácil, já que os alunos tentarão diversas vezes escapar, oque vai leva-los a viver loucas aventuras.

## Elenco
- Claribel Medina - Victoria Mujica Vda. De García
- Marcelo de Bellis - Guillermo Guzmán
- Natalie Pérez - Luna Guzmán/ Luna Moreno
- Michel Noher - Alejo Briceño/ Alejo García Mujica
- Macarena Paz - Renata De Briceño/ Lucila
- Mauricio Dayub - Patricio
- Mariana Prommel - Rita
- Mario Guerci - Nano
- Fabio Di Tomaso - Felipe de la Fuente
- Pepe Monje - Diego Miraflores
- Rodolfo Samso - El sabio/ Rolando Marconi
- Daniel Di Biase - Juan Moreno
- Julio Viera- Pedro Alonso
- Micaela Riera - Valentina
- Andrés Gil - Ivo
- Valentino Giovanetti - Ulises
- Christian Puebla - Paul
- Eva Quattrocci - Gal
- Paloma González Heredia - Miranda García Mujica/ Miranda (Anita) Moreno
- Manuel Ramos - Toto
- Ivan Paz - Juanse
- Agustina Palma - Julieta
- Agustina García Tedesco - Serena
- Luciano Papasidero - Dino
- Lucas Verstraeten - Tom González Crespo
- Delfina Capalbo - Federica
- Lola Morán - Emma Gómez Rañero
- Ramiro López Silveyra - Rafa
- Antonella Sabatini - Celeste Regueiro
- Nazareno Antón - Gerónimo
- Franco Gil Franchina - Nicolás
- Chiara francia  - Lila
- Tomás Ross - Benjamín
- Luciano Martínez Motta - Bautista
- Lourdes Mansilla - Candy
- Maya Schojet - Pilar
- Juana Barros - Clara
- Tupac Larriera - Tupac
- Marcio Mansilla - Augusto
- Brian Sichel - Rodrigo
- Julieta Poggio - Olivia
- Thelma Fardín - Luz
- Thiago Batistuta - Martín
- Jaime Domínguez - Lisandro

## Tema de Abertura
- Vamos Ya

## Trilha Sonora
- Vamos Ya
- Un Amor De Locos - Juana Barros
- Crazy Love - Nataly Peréz
- Baila Conmigo Amigo
- Quiero Abrir Tu Corazón - Ivan Nilson
- Una Canción En La Radio - Paloma Gonzaléz Heredia
- Todas Las Chicas
- Aquí Estoy, Aquí Estás - Nataly Peréz
- Ninguna De Las Dos
- Me gusta mucho - Nataly Pérez